# لاک‌پشت گازگیر آمریکای جنوبی
لاک‌پشت گازگیر آمریکای جنوبی (نام علمی: Chelydra acutirostris) نام یک گونه از تیره گازگیران است. این گونه بوم‌زاد آمریکای جنوبی است. پراکنش این لاک‌پشت، کلمبیا، کاستاریکا، اکوادور، هندوراس، نیکاراگوئه و پاناما می‌باشد.